# Бринк, Джон
Джон Мэннинг «Джек» Бринк (англ. John Manning "Jack" Brinck; 16 сентября 1908, Уинтерс, Калифорния — 19 мая 1934, Фалфьюрриас, Техас) — американский гребец, выступавший за сборную США по академической гребле в конце 1920-х годов. Чемпион летних Олимпийских игр в Амстердаме в зачёте восьмёрок, победитель и призёр многих студенческих регат.

## Биография
Джон Бринк родился 16 сентября 1908 года в городе Уинтерс, штат Калифорния.
Занимался академической греблей во время учёбы в Калифорнийском университете в Беркли, состоял в местной гребной команде «Калифорния Голден Беарс», неоднократно принимал участие в различных студенческих регатах.
Наивысшего успеха в гребле на международном уровне добился в сезоне 1928 года, когда вошёл в основной состав американской национальной сборной и благодаря череде удачных выступлений удостоился права защищать честь страны на летних Олимпийских играх в Амстердаме. В распашных восьмёрках с рулевым благополучно преодолел все предварительные этапы и в решающем финальном заезде более чем на две секунды опередил главных конкурентов британцев — тем самым завоевал золотую олимпийскую медаль.
Окончив университет в 1930 году, в течение нескольких лет проработал менеджером в Zellerbach Paper Company, после чего получил должность генерального менеджера в компании California Fruit Exchange.
Был застрелен грабителем 19 мая 1934 года во время командировки в юго-восточном Техасе, когда на машине направлялся из Фалфурриаса в Харлинген. По пути Бринк подобрал попутчика, голосовавшего на дороге 16-летнего Уильяма Осборна, тот выстрелил ему в висок из пистолета и забрал у него 70 долларов.